# Khüreemaral
Le sum de Khüreemaral (mongol : ᠬᠦᠷᠢᠶ᠋ᠡᠮᠠᠷᠠᠯ
ᠰᠤᠮᠤ, cyrillique : Хүрээмарал сум, MNS : Khüreemaral sum) est situé dans l'aimag (ligue) de Bayankhongor, en Mongolie.